# Ormosia loxia
Ormosia loxia là một loài ruồi trong họ Limoniidae. Chúng phân bố ở miền Cổ bắc.